# (31173) 1997 XF1
1997 أكس أف 1 (ويعرف أيضًا باسم (31173) 1997 أكس أف 1 وفق تسمية الكوكب الصغير) (بالإنجليزية: 1997 XF1)‏ هو كويكب ضمن حزام الكويكبات؛ وترتيبه 31173 من حيث الاكتشاف.
اكتُشف هذا الجُرم الفلكي بواسطة بحث لنكولن عن الكويكبات القريبة من الأرض في 4 ديسمبر 1997.

## وصلات خارجية
- (31173) 1997 XF1 في قاعدة بيانات مختبر الدفع النفاث لأجرام النظام الشمسي الصغيرة

- الاكتشاف · مخطط المدار ·  العناصر المدارية · المعلمات المادية

- (31173) 1997 XF1 على موقع ويكي سكاي: DSS2, SDSS, GALEX, IRAS, Hydrogen α, X-Ray, Astrophoto, Sky Map, Articles and images